# U to vrijeme godišta
U to vrijeme godišta (izvorno U se vrime godišta) je hrvatska božićna skladba. Vrlo je popularna u Dalmaciji (pjeva se čak i 30 kitica ove pjesme, dok inače samo 4 kitice). U izvornom obliku (svih 30 kitica) opjevava cijeli božićni događaj, u njoj se nalaze svi akteri događaja Kristova rođenja (pastiri, anđeli, itd.).
Spada u najstarije hrvatske božićne napjeve. Nastala kao Va se vrime godišća i iz Istre proširila se po Dalmaciji a kasnije i po ostatku Hrvatske. Napjev iznosi cijelu pučku pripovijest. Zbog popularnosti dobio je počasno mjesto izvođenja prije božićnog evanđelja.
Djelo je nepoznatog pjesnika. Polazište pjesme je prevedeni napjev stare latinske pjesme In hoc anni circulo, iz repertorija Saint-Martial (Francuska), 11. st. Kronološki opisuje Isusovo rođenje i pjeva se uz jezične prilagodbe od srednjega vijeka do danas.

## Poveznice
- Božićne skladbe